# Brach (Gironda)
Brach é uma comuna francesa na região administrativa da Nova Aquitânia, no departamento da Gironda. Estende-se por uma área de 26,86 km². Em 2010 a comuna tinha 746 habitantes (densidade: 27,8 hab./km²).